# مايو 2012
مايو 2012 هو الشهر الخامس من عام 2012. بدأ الشهر يوم الثلاثاء، وانتهى يوم الخميس بعد 31 يومًا.

## بوابة:أحداث جارية
| \| 1 مايو 2012 (الثلاثاء) \| عدل \| تاريخ \| راقب \| تصفح \| |     |       |      |      |
| - مالي : المجلس العسكري الحاكم في مالي يصد محاولة انقلاب مضاد وقال إن جنودا من الحرس الرئاسي موالين للرئيس المخلوع أمادو توماني توري اشتبكوا مع قوات موالية للمجلس العسكري لاستعادة السيطرة على العاصمة باماكو بعد مرور شهر على الإطاحة بتوماني توري.الجزيرة - الهند : ذكرت الشرطة الهندية أن عبارة مكتظة بما يفوق قدرتها على الحمولة انشطرت إلى شطرين وغرقت أثناء عاصفة في نهر شمال شرق الهند مما أسفر عن 64 قتيلا و130 مفقودا.الجزيرة - الأمم المتحدة : أدان الامين العام للامم المتحدة بان كي مون يوم الأثنين التفجيرات الارهابية في مدينتي دمشق وإدلب السوريتين وقال انه يشعر "بقلق بالغ" لاستمرار العنف رغم أن الوضع الأمني تحسن في مناطق انتشار مراقبي المنظمة الدولية.رويترز - فلسطين : اتسع نطاق الاضراب عن الطعام الذي ينفذه سجناء فلسطينيون احتجاجا على سياسات السجن الإسرائيلية خلال اسابيع من مجرد احتجاج لمجموعة قليلة إلى حركة وطنية تضم نحو 1400 مشارك. رويترز - جنوب السودان : جنوب السودان يتهم السودان بقصف منطقة نفطية وقال ان طائرات حربية سودانية قصفت منطقة نفطية في أراضيه وذلك بعد يوم من اعلان الخرطوم حالة الطواريء في بعض المناطق الحدودية مع عدم ظهور أي دلالة على تراجع حدة التوتر.رويترز - العراق : أعلن مجلس القضاء الأعلى بالعراق يوم الاثنين انه تم توجيه الاتهام إلى نائب رئيس الجمهورية طارق الهاشمي وبعض حراسه الشخصيين بقتل ستة قضاة وسلسلة من عمليات القتل الأخرى.bbc - الولايات المتحدة : اعلن مسؤولون اميركيون ان الولايات المتحدة نشرت مقاتلات اف 22 في الإمارات العربية المتحدة على وقع تزايد التوتر بين إيران وجيرانها المتحالفين مع واشنطن.france24 - فرنسا : قال الرئيس الفرنسي نيكولا ساركوزي انه سيقاضي الموقع الأخباري الإلكتروني ميديابارت لنشره وثيقة يقول انها تثبت أن حكومة معمر القذافي سعت لتمويل حملة ساركوزي الانتخابية عام 2007 في حين يواجه معركة انتخابية حامية للفوز بفترة ولاية ثانية.رويترز |     |       |      |      |
| 1 مايو 2012 (الثلاثاء) | عدل | تاريخ | راقب | تصفح |

| 1 مايو 2012 (الثلاثاء) | عدل | تاريخ | راقب | تصفح |

| \| 2 مايو 2012 (الأربعاء) \| عدل \| تاريخ \| راقب \| تصفح \| |     |       |      |      |
| - أفغانستان : سلسلة انفجارات تهز العاصمة الأفغانية، كابول، الأربعاء، عقب زيارة مفاجئة قام بها الرئيس الأمريكي، باراك أوباما، جدد فيها تعهداته بسحب القوات الأمريكية وتسليم المهام الأمنية للحكومة الأفغانية عام 2014، وتصادف الزيارة الذكرى الأولى لمقتل زعيم تنظيم القاعدة، أسامة بن لادن .cnn - الأمم المتحدة : اكتمال نشر المراقبين الثلاثمئة في سوريا بنهاية مايو لمراقبة وقف إطلاق النار .رويترز |     |       |      |      |
| 2 مايو 2012 (الأربعاء) | عدل | تاريخ | راقب | تصفح |

| 2 مايو 2012 (الأربعاء) | عدل | تاريخ | راقب | تصفح |

| \| 3 مايو 2012 (الخميس) \| عدل \| تاريخ \| راقب \| تصفح \| |     |       |      |      |
| - فرنسا : ساركوزي يفشل في هزيمة منافسه هولاند في مناظرة تلفزيونية ولم يستطع تسديد ضربة قاضية تهز منافسه المتقدم عليه في استطلاعات الرأي قبل جولة الاعادة التي تجري بينهما يوم الأحد 6 مايو.رويترز - الأمم المتحدة : مجلس الامن الدولي يهدد بفرض عقوبات على السودان وجنوب السودان إذا لم يضعا حدا للصراع المتصاعد بينهما ويستأنفا المفاوضات بشأن نزاعاتهما في غضون أسبوعين.رويترز - إيران : إيران تسعى لانهاء العقوبات بسبب أنشطتها النووية في محادثات مع قوى عالمية وتشن هجوما على فرنسا وتتهمها بمساعدة إسرائيل على تطوير أسلحة نووية غير إنسانية.رويترز - روسيا : هددت روسيا اليوم الخميس بتوجيه ضربة استباقية للدرع الصاروخية التي تعتزم الولايات المتحدة وحلف شمال الأطلسي نشرها في أوروبا، بينما أعرب الأمين العام للحلف أندرس فوغ راسموسن عن أمله في التوصل لاتفاقية مع موسكو بشأن الدفاع الصاروخي وكان وزير الدفاع الروسي قد قال في وقت سابق اليوم إن الحوار حول مشروع نشر الدرع الصاروخية المشتركة في أوروبا وصل إلى طريق مسدود. الجزيرة - الولايات المتحدة : نشرت الولايات المتحدة، الخميس، بعض الوثائق التي تمت مصادرتها من المنزل الذي قتل فيه زعيم تنظيم القاعدة، أسامة بن لادن في باكستان العام الماضي، وتظهر أن الأخير عمل، وحتى آخر لحظة، على التخطيط لهجوم إرهابي ضخم على الولايات المتحدة.cnn |     |       |      |      |
| 3 مايو 2012 (الخميس) | عدل | تاريخ | راقب | تصفح |

| 3 مايو 2012 (الخميس) | عدل | تاريخ | راقب | تصفح |

| \| 4 مايو 2012 (الجمعة) \| عدل \| تاريخ \| راقب \| تصفح \| |     |       |      |      |
| - الولايات المتحدة : قال جاي كارني الناطق باسم البيت الابيض: "ربما تكون هناك ضرورة لنهج جديد اذا واصل النظام السوري تعنته" وقد يضطر المجتمع الدولي إلى اعتماد نهج جديد للتعامل مع الازمة السورية إذا فشلت خطة المبعوث الدولي كوفي عنان.bbc - العراق : تأجيل محاكمة طارق الهاشمي المتعلقة بتهم تتعلق بالإرهاب غيابياً إلى 10 مايو وبرلماني في قائمة المالكي يحكم عليه بالإعدام مسبقا.الشرق الأوسط - البحرين : العاهل البحريني يقر على الإصلاحات الدستورية التي تأمل الحكومة ان تساعد في انهاء عام من الاحتجاجات لكن جماعة المعارضة الرئيسية نددت بها ووصفتها بأنها غير كافية وقالت ان الكفاح من أجل تحقيق إصلاحات ديمقراطية سيستمر, وتشهد البحرين التي تستضيف الاسطول الخامس الأمريكي اضطرابات منذ ان شن ناشطون احتجاجات في فبراير شباط 2011 بعد نجاح انتفاضات شعبية في مصر وتونس.رويترز - الأمم المتحدة : لجنة للامم المتحدة تفرض عقوبات على 3 شركات كورية شمالية بعد موافقة الصين على قرض العقوبات ويقل ذلك كثيرا عن نحو 40 شركة كانت الولايات المتحدة واليابان وكوريا الجنوبية وبلدان أوروبية تريد اضافتها إلى القائمة السوداء بعد قيام بيونجيانج في الآونة الأخيرة بإطلاق صاروخ ذاتي الدفع.رويترز - مصر : المجلس الاعلى للقوات المسلحة في مصر يعلن حظر التجول في محيط وزارة الدفاع في مصر بعد اشتباكات دامية بين الجيش ومتظاهرين أسفرت -حسب وزارة الصحة ومصادر أمنية- عن مقتل جندي ومتظاهر واصابة 393 في محيط وزارة الدفاع والمنطقة المجاورة لها بشمال القاهرة.رويترز - السعودية : أصدر ملك السعودية عبد الله بن عبد العزيز الجمعة قرارا بإعادة فتح سفارة بلاده في القاهرة، إثر إغلاقها الأسبوع الماضي على خلفية أزمة دبلوماسية بين البلدين وجاء قرار العاهل السعودي اثر استقبال وفد مصري رفيع الجمعة ضم رئيسي مجلسي الشعب والشوري محمد الكتاتني واحمد فهمي.bbc |     |       |      |      |
| 4 مايو 2012 (الجمعة) | عدل | تاريخ | راقب | تصفح |

| 4 مايو 2012 (الجمعة) | عدل | تاريخ | راقب | تصفح |

| \| 5 مايو 2012 (السبت) \| عدل \| تاريخ \| راقب \| تصفح \| |     |       |      |      |
| - جنوب السودان : اتهم جنوب السودان الجيش السوداني بمهاجمة مواقعه العسكرية في منطقة نفطية مع انتهاء المهلة التي حددها مجلس الأمن الدولي لوقف الأعمال العدائية بين البلدين وفي المقابل نفت الخرطوم هذه الاتهامات. bbc - باكستان : أفادت أنباء بمقتل ثمانية مسلحين على الأقل في غارة لطائرة أمريكية بدون طيار على المنطقة القبلية في باكستان بالقرب من الحدود الأفغانية ودمرت مجمعا يتحصن به المسلحون غرب ميرانشاه كبرى مدن شمال وزيرستان ، التي يعتقد أنها معقل لحركة طالبان باكستان والناشطين المرتبطين بالقاعدة .bbc - إيران : قالت إيران انها لن تعلق أبدا برنامجها لتخصيب اليورانيوم وانها لا ترى مبررا لاغلاق موقع فوردو الموجود تحت الأرض وأبرزت الجمهورية الإسلامية بذلك خطوطها الحمراء في محادثات ستجريها مع القوى العالمية في وقت لاحق هذا الشهر .رويترز |     |       |      |      |
| 5 مايو 2012 (السبت) | عدل | تاريخ | راقب | تصفح |

| 5 مايو 2012 (السبت) | عدل | تاريخ | راقب | تصفح |

| \| 10 مايو 2012 (الخميس) \| عدل \| تاريخ \| راقب \| تصفح \| |     |       |      |      |
| - سوريا : 55 فتيلاً و372 جريحا في تفجيرين انتحاريين في منطقة القزاز بالعاصمة السورية دمشق وكوفي عنان يدين التفجيرين ويحث كل الاطراف على وقف العنف وحماية المدنيين رويترز - الجزائر : إقبال ضعيف على الانتخابات البرلمانية التي تأمل النخبة الحاكمة في البلاد ان تساعدهم في استعادة مصداقيتهم بالرغم من تعهد الحكومة بانها ستكون نزيهة bbc رويتز |     |       |      |      |
| 10 مايو 2012 (الخميس) | عدل | تاريخ | راقب | تصفح |

| 10 مايو 2012 (الخميس) | عدل | تاريخ | راقب | تصفح |

| \| 11 مايو 2012 (الجمعة) \| عدل \| تاريخ \| راقب \| تصفح \| |     |       |      |      |
| - النرويج : شقيق أندرس برينج بريفيك أحد ضحايا مجزرة النويج في معسكر لشبيبة حزب العمال النرويحي الحاكم في جزيرة أوتويا الصغيرة يقوم برشق السفاح النرويجي بريفيك بحذاء أثناء محاكمته و لقد تبين انه على علاقة وطيدة مع تنظيم القاعدة بين سنتي 1996-2001 |     |       |      |      |
| 11 مايو 2012 (الجمعة) | عدل | تاريخ | راقب | تصفح |

| 11 مايو 2012 (الجمعة) | عدل | تاريخ | راقب | تصفح |

| \| 22 مايو 2012 (الثلاثاء) \| عدل \| تاريخ \| راقب \| تصفح \|                            |     |       |      |      |
| - خطف 13 لبنانيًا شيعيًا في حلب في شمال سوريا - مورينيو يمدد تعاقده مع ريال مدريد حتى 2016 |     |       |      |      |
| 22 مايو 2012 (الثلاثاء)                                                                  | عدل | تاريخ | راقب | تصفح |

| 22 مايو 2012 (الثلاثاء) | عدل | تاريخ | راقب | تصفح |

| \| 23 مايو 2012 (الأربعاء) \| عدل \| تاريخ \| راقب \| تصفح \| |     |       |      |      |
| - مصر : انطلاق انتخابات الرئاسة المصرية لأول مرة منذ ثورة 25 يناير رويترز. - العراق : القوى العالمية الستة تجتمع مع إيران في بغداد لتخفيف حدة الأزمة النووية . رويترز - تركيا : المنتخب العراقي لكرة القدم يلتقي منتخب سيراليون ودياً في تركيا . |     |       |      |      |
| 23 مايو 2012 (الأربعاء) | عدل | تاريخ | راقب | تصفح |

| 23 مايو 2012 (الأربعاء) | عدل | تاريخ | راقب | تصفح |